# Петер Тегтгрен
Петер Тегтгрен (швед. Peter Tägtgren, нар. 3 червня 1970 року) — шведський музикант, композитор, мультиінструменталіст, продюсер, режисер кліпів, лідер дез-метал групи Hypocrisy і творець індастріал-метал проєкту Pain. Крім цього Тегтгрен створив блек-металевий проєкт The Abyss, брав участь у супергруппах War (блек-металевий проєкт, що включає музикантів з Abruptum і Dark Funeral), Lock Up (грайндкор) і Bloodbath (дез-метал). Тегтгрен володіє власною звукозаписною студією The Abyss і є відомим музичним продюсером. В його студії записувалися багато металевих груп, включаючи Dimmu Borgir, Sabaton, Therion, Children of Bodom, Immortal, Dark Funeral і Borknagar.
В одному зі своїх інтерв'ю Тегтгрен заявив, що Hypocrisy є для нього лише хобі, а найбільшу перевагу він віддає своїй студії Abyss Studio.
Тегтгрен створив музичний проєкт Lindemann спільно з вокалістом Rammstein Тіллем Ліндеманном.

## Музичні уподобання
Великий вплив на Петера мала група Kiss, саме вона надихнула його стати музикантом. Грати в напрямку екстремальної музики для Петера посприяла музика гурту Metallica, а також Venom і Possessed.

## Філософія
Петер Тегтгрен не хоче називати себе сатанистом, використовуючи при цьому слово ненависник (дослівно hateanist) стосовно до релігії. Виховувався в родині, яка за його словами, ненавидить релігію.

## Дискографія
- 1992 — Hypocrisy — Penetralia (гітара, клавішні, ударні)
- 1993 — Hypocrisy — Osculum Obscenum (гітара, клавішні)
- 1994 — Hypocrisy — The Fourth Dimension (вокал, гітара, клавішні, продюсування, мікшування)
- 1995 — The Abyss — The Other Side (бас-гітара, ударні)
- 1996 — The Abyss — Summon the Beast (бас-гітара, ударні)
- 1996 — Hypocrisy — Abducted (вокал, гітара, клавішні, продюсування, мікшування)
- 1996 — Therion — (вокал в пісні «Path of the Psychopath», запис якої можна почути на компіляції Bells of Doom, випущеної в 2001 році)
- 1997 — Hypocrisy — The Final Chapter (вокал, гітара, клавішні, ударні)
- 1997 — Therion — A'arab Zaraq – Lucid Dreaming (додаткова лід-гітара пісні «Under Jolly Roger»)
- 1997 — Pain — Pain (всі інструменти, вокал)
- 1999 — Pain — Rebirth (всі інструменти, вокал)
- 1999 — Pain — End of the Line (всі інструменти, вокал)
- 1999 — Pain — On and On (всі інструменти, вокал)
- 1999 — Hypocrisy — Hypocrisy (гітара, вокал, клавішні)
- 1999 — Lock Up — Pleasures Pave Sewers (вокал)
- 2000 — Hypocrisy — Into The Abyss (вокал, гітара, клавішні)
- 2002 — Pain — Nothing Remains the Same (всі інструменти, вокал)
- 2002 — Hypocrisy — Catch 22 (вокал, гітара, клавішні)
- 2004 — Hypocrisy — The Arrival (вокал, гітара, клавішні, мікшування)
- 2004 — Bloodbath — Nightmares Made Flesh (вокал)
- 2004 — Pain — Dancing with the Dead (всі інструменти, вокал)
- 2005 — Hypocrisy — Virus (вокал, гітара, мікшування)
- 2007 — Pain — Psalms of Extinction (всі інструменти, вокал)
- 2008 — Pain — Cynic Paradise (всі інструменти, вокал)
- 2009 — Hypocrisy — A Taste of Extreme Divinity (вокал, гітара, мікшування)
- 2011 — Pain — You Only Live Twice (всі інструменти, вокал)
- 2011 — Lock Up — Necropolis Transparent (вокал в декількох піснях)
- 2012 — Sabaton — Carolus Rex (додатковий вокал в пісні «Gott Mit Uns» і кавер-версії пісні «Twilight Of The Thunder Gods» групи Amon Amarth)
- 2013 — Hypocrisy — End of Disclosure (гітари, вокал, клавішні, мікшування)
- 2015 — Lindemann — Skills in Pills (все інструменти, бек-вокал, мікшування)
- 2016 — Pain — Coming Home
- 2018 — Immortal — Northern Chaos Gods (бас)[5]
- 2019 — Lindemann — F & M (всі інструменти, мікшування)